# 接骨院

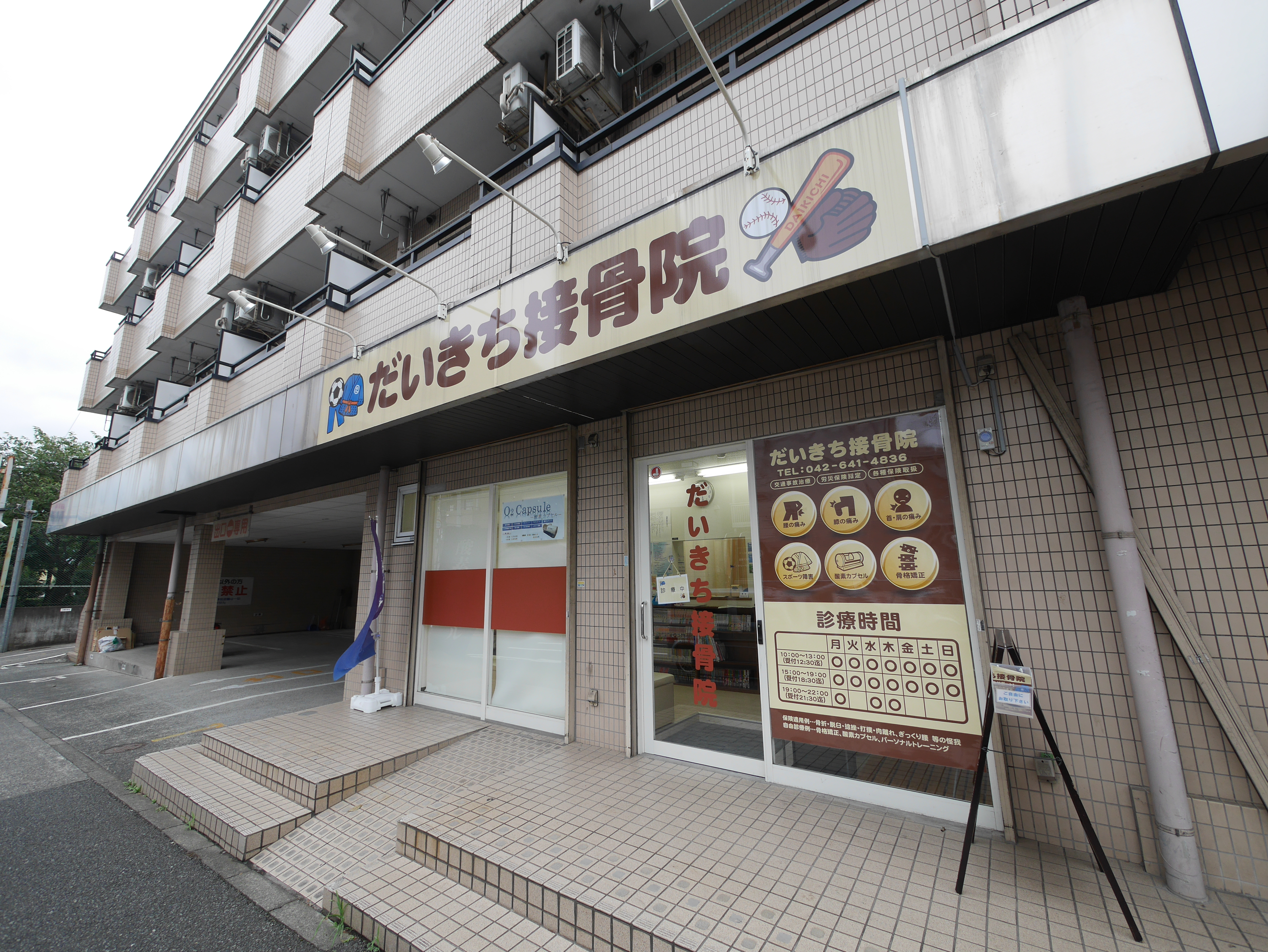
接骨院の一例

接骨院（せっこついん）とは、厚生労働省が定める施術所のうち、柔道整復師が日本の伝統医学の1つである柔道整復術を行う施設。各種法令では「柔道整復の施術所」と表現されるが、一般には「接骨院」と呼ばれることが多い。俗に整骨院、ほねつぎとも呼ばれる。ただ、今後は整骨院という名称が使えなくなり、接骨院に統一されていく見込みである。

## 業務内容
打撲、捻挫、挫傷、脱臼および骨折などの各種損傷に対して、外科的手術や投薬といった医療的手技を使用せずに、「施術」を用いてその回復を図る代替医療・医療類似行為を行う。ただし、骨折・脱臼については、医師の診察が必要とされ、診察後に同意が柔道整復師に提示される形態となる。緊急の場合の応急処置は医師の同意は必要ないが、応急処置後の施術を行うためには医師の診察と同意が必要とされる。施術の同意が書面によるものでない場合は、必ずその医療機関の診療録（カルテ）に診察と同意の事実が記載されている必要がある。柔道整復師の接骨院での業務としては『骨折、脱臼、打撲、捻挫』等の「急性期の新鮮な状態」に対する施術であるという認識が示し平成16年に厚生労働省によって示されている。

## 健康保険による療養費支給
1936年（昭和11年）より健康保険の給付が開始されている。医科とは違って、健康保険の該当となる範囲が狭い。具体的には保険給付の対象となる疾病は、「外傷性の骨折・脱臼・捻挫・打撲・挫傷（肉離れなど）のうち、急性または亜急性の疾病」に限られる。慢性期の状態や、ただ単なる肩こり、慢性筋肉疲労、下肢の痺れ、リウマチなどの非外傷性疾病は保険給付の対象とはならない。また交通事故の後遺症や、脳疾患後遺症、神経痛、長期間改善の見られない長期の施術なども同様に健康保険は使用できない。

## 名称について
接骨院の正式名称は「施術所」であり柔道整復師法および厚生労働省では「接骨院」という名称は既定されていない。ほかの鍼灸や按摩の施術所と区別が必要な場合は「柔道整復の施術所」という表現が使用される。施術所の名称についても医療法総則第3条の既定「病院又は診療所でないものは、これに病院、病院分院、産院、療養所、診療所、診察所、医院その他病院又は診療所に紛らわしい名称を附けてはならない」 および第6条の6「診療科名は、政令で定める診療科名並びに当該診療科名以外の診療科名であつて当該診療に従事する医師又は歯科医師が厚生労働大臣の許可を受けたものとする」とあり、「○○療院」「○○治療院」「○○接骨科療院」「○○柔道整復科治療院」などの名称は禁止されている。

## 接骨院の不正請求問題
健康保険の制度を悪用した、接骨院の療養費の不正請求が問題になっている。柔道整復師が単独で健康保険を利用してレセプト請求できるのは急性かつ非出血性の外傷性打撲、捻挫、挫傷に限られており、慢性的な疼痛や肩こり、腰痛、脳梗塞後遺症などには健康保険を使うことはできないが、会計検査院が2010年に接骨院で3か所以上の箇所に施術を受けた患者940人に対して聞き取り調査を行ったところ、66％でレセプトで請求された施術内容との食い違いが発見された。本来なら健康保険が使用できない障害に対して架空の病名を付けて不正請求を行っていたケースが50.7％もあった。2009年11月の行政刷新会議でも「柔道整復師の治療については、不正請求の疑念はぬぐえない。適正な保険給付に向けた改善を実施する必要がある」とされている。背景には1990年代には日本全国で25か所しかなかった柔道整復師養成学校が、養成学校の指定に漏れた業者が起こした福岡地裁での裁判によって規制が緩和されたことが影響して2015年度には109施設にまで増加したことがあるとされる。2004年には、日本臨床整形外科医会（JCOA）理事長は　「柔道整復師はきちんと仕事をされるグループが本流ですが、問題はお金儲け一本のグループがあり、次第にこの数が増えていることです」とコメントしている。そのような状況の中、2015年には暴力団と結託して、不正請求をしていた接骨院が検挙され、十数人が詐欺容疑で逮捕される事件が起きている。大阪柔整師会は、医療とはほど遠い『保険が利く客引きマッサージ』のような接骨院・整骨院が林立する惨状があるとして、療養費の適正化を進めようとしている。厚生労働省も2018年より柔道整復師の養成カリキュラムを変更して、職業倫理の授業などを必修化するなどの対策を行っている。
2019年12月には、大阪市阿倍野区に事務所を構え全国に100店舗を持つ整骨院グループが、NHKの取材により一部の店舗で健康保険の効かないマッサージだけの客に対して、客がケガをしたことにして療養費を不正請求していたことが発覚しているほか、2018年1月に長崎県の整骨院で、2016年には兵庫県の整骨院でも同様の手口で不正請求が行われ、経営者らが摘発されている。厚生労働省は、全国で不正請求が相次いだことを受け、防止策として自治体や健康保険組合で作る審査会による調査の強化や、療養費を請求する柔道整復師に実務経験や研修の義務づけを行うといった対策を推進してきたが、さらに整骨院が治療内容が記載された領収書を発行することや利用者が通院ごとに治療内容を確認して署名することなどを検討している。

### 施術管理者要件の設定
これら相次ぐ療養費の不正請求の対策のため、2018年4月より、厚生労働省は柔道整復師免許を取得したのみでは保険請求をすることを認めない方針とした。健康保険を使った施術をするためには「施術管理者」になることが求められ、その認定には1年以上の実務経験と16時間以上の研修カリキュラムの受講を義務付けた。研修をすべて受講した柔道整復師には5年間の有効期間を持つ研修終了証が発行される。研修カリキュラムには、職業倫理、適切な保険請求、適切な施術所管理、安全な臨床の4つの項目が設けられている。